# Guildford
Guildford er en by i Guildford-distriktet, Surrey, England, med et indbyggertal (pr. 2015) på 83.765. Distriktet har et befolkningstal på 148.020 (pr. 2015). Byen ligger 46 km fra London. Den nævnes i Domesday Book fra 1086, hvor den kaldes Geldeford/Gildeford.